# Izeure
Izeure é uma comuna francesa na região administrativa da Borgonha-Franco-Condado, no departamento de Côte-d'Or. Estende-se por uma área de 16,47 km². Em 2010 a comuna tinha 897 habitantes (densidade: 54,5 hab./km²).